# サエド・クハリファ
サエド・クハリファ（アラビア語：أحمد الطائي 、英語：Saaed Khalifa）はイラクのお笑い芸人。
イラクのテレビ番組、急げ彼は死んだ (Hurry Up, He's Dead) やタリブ・アル・スダニに出演している。ヘリコプターを使った危険なギャグで人気を博した。彼はヘリコプターを操縦してサッダーム・フセインに会いに行った。そしてフセインに向かって『私は、あなたを支持しましぇーん』と発言し、物議をかもした。
| スタブアイコン | サブスタブ | この項目は、まだ閲覧者の調べものの参照としては役立たない、人物に関連した書きかけの項目です。この項目を加筆・訂正などしてくださる協力者を求めています（P:人物伝/PJ:人物伝）。 |